# Sally Floss: Digital Detective
Pour plus de détails, voir Fiche technique et Distribution.
Sally Floss: Digital Detective est un film américain réalisé par James Cullen Bressack, sorti en 2022. Il met en vedettes dans les rôles principaux Lindsay Elston, Vernon Wells et Tara Reid.

## Synopsis
En réponse à la crise financière provoquée par le COVID-19, une adolescente brillante mais timide lance une agence de détectives sur Internet pour sauver sa maison familiale. Elle résout des mystères à travers des empreintes numériques, des entretiens virtuels, un esprit brillant et une intuition qu'elle ne se savait pas avoir.

## Distribution
- Lindsay Elston : Sally Floss
- Vernon Wells : Papa
- Tara Reid : Michelle
- Todd Bridges : Phillip Hone
- Eric Roberts : L'hôte
- Louis Mandylor : Bill
- Richard Tyson : Edward
- Ciara Hanna : Lydia
- Gigi Gustin : Ella
- Robin Sydney : Jenny
- Duane Whitaker : Frank
- Eileen Dietz : Gammy
- John Omohundro : Luke
- Christian J. Meoli : Blake
- Miyagi : Miyagi[3]
- Charles Chudabala : Jeff
- Colin Koth : Matt
- Tiffany Mapile : fille du tutoriel de maquillage
- Samantha Sellars : fille du tutoriel de coiffure
- Jovon Times : Devin[1]

## Production
Le tournage a eu lieu à Simi Valley, en Californie, aux États-Unis. Le film est sorti le 2 juin 2022 aux États-Unis, son pays d'origine, avec une sortie limitée en salles le 29 juin 2022.